# ケミラ
ケミラ (フィンランド語: Kemira Oyj) は、製紙用および水処理向けの化学品を製造・販売する化学工業メーカー。フィンランド・ヘルシンキに本拠を置き、世界30か国以上に拠点を持つ。ナスダック・ヘルシンキ上場企業（Nasdaq Nordic KEMIRA）。

## 沿革
1920年3月、硫酸・過リン酸石灰工場運営の国営企業として設立され、1922年にラッペーンランタおよびコトカに設立の工場が化学肥料生産を開始した。1933年に国営工場が公社に改組の上法人化されたが、第二次世界大戦の勃発により生産量が急減、戦時中はノルウェーおよびドイツからの化学肥料輸入に従事した。戦後は1950年代後半から化学肥料以外の分野に進出することとなり、1961年に社名をRikkihappo Oyに変更後、1971年に競合のTyppi Oyと合併、翌1972年に現社名に改名した。社名はフィンランド語で化学（kemiaa）、ミネラル（mineraaleja）、栄養素（ravinteita）に由来するとされる。
1989年にスウェーデンのBoliden Kemi ABを買収以降、水処理用化学品のノウハウを持つ企業の買収を進め、一方で肥料工場の売却を進めたことから、中心事業分野は急速に変化、2004年に化学肥料から撤退、2006年にランクセスから製紙用化学品工場を買収した。この間、1994年11月に株式上場企業となり、2007年にパーシキヴィ家の運営する投資会社が最大株主となった。2010年代以降、製紙用および水処理用化学品の製造に集中しており、2013年にイタリアの3F Chimicaを買収、2015年にアクゾノーベルから製紙薬品事業を買収した。
地域別の売上としては、ヨーロッパ諸国が約5割、南北アメリカが約4割、アジア太平洋地域が約1割となっている。

## 日本におけるケミラ
日本での事業は1989年に設立された合弁企業に遡り、初のアジア進出であった。2015年に100％日本法人のKemira Japan株式会社（Kemira Japan Co., Ltd.）が設立され、現在は東京（文京区）にオフィスを持つ。